# 連翠

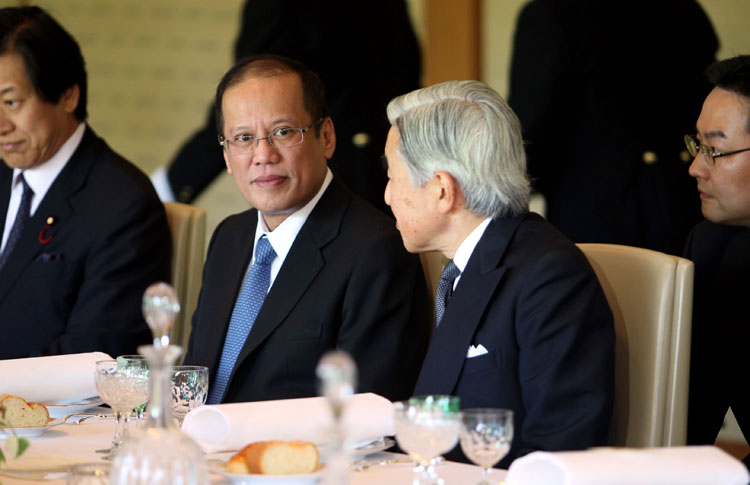
平成23年（2011年）9月28日、連翠で行われた午餐（昼食会）。公賓として来日したベニグノ・アキノフィリピン大統領と天皇在位中の明仁。

連翠（れんすい）は、皇居宮殿の殿舎の1つ。公賓の接遇や、陪食に使用される小食堂。

## 概要
皇居宮殿には饗宴場として豊明殿があるが、少人数の接遇には不向きであるため、別に小食堂が建設された。連翠の名称は、中国の古詩から引用された。連翠から西を見ると、道灌濠、紅葉山、吹上御苑の木々が見渡せ、建物が森林の緑に連なるという意味で命名された。連翠は豊明殿の西側にあり、間には厨房（大膳）、泉の間がある。
連翠の室内面積は371平方メートル。中央に可動式の間仕切壁があり、食堂の連翠北と談話室の連翠南に分けられる。